# Červený Újezd (okres Praha-západ)
Červený Újezd je obec a vesnice v okresu Praha-západ, žije zde přibližně 1 700 obyvatel. Leží asi 2 km jihovýchodně od města Unhošť a asi 7 km západně od hranic Prahy. Na jihozápadě blízce sousedí s obcí Svárov, nedaleko na jih se nachází Ptice. Na východ od vesnice se nachází osamocená část obce Hájek s františkánským klášterem Hájek. Na sever se táhne neobydlený pruh území obce přes unhošťskou silnici II/201 až ke staré karlovarské (I/6), který odděluje Jeneč a Unhošť.

## Znak obce
Ve znaku obce je zobrazen v červeném štítě ve zlatém kruhu na ostrvi o třech sucích vzlétající havran, držící v zobáku zlatý prsten s modrým kamenem. Havran i ostrev jsou stříbrné.

## Historie
Původně šlo o dvě blízká sídla spojená silnicí: severní část je tvořena zejména historickými zemědělskými usedlostmi. V severní části obce se nachází původní náves a tvrz. Jižní část, zvaná Chaloupky, byla založena na severním úpatí pahorku, který tvoří nejvyšší místo obce. Tato část je tvořena převážně drobnější venkovskou obytnou zástavbou. Obec si dodnes zachovala historický půdorys, a obě části tak lze od sebe rozeznat, i když již dávno srostly do jedné kompaktní zástavby.
V obci se nachází starobylá tvrz patrně z 10. století, upravená na renesanční a později barokní zámek, přestavěný k hospodářským účelům. Starší osídlení v obci dokládají mohylové hroby.

### Středověk
První písemná zmínka pochází z roku 1318, kdy se zde připomíná Dluhovoj z Újezdce. Újezdy vznikaly za kolonizace, kdy bylo území vyměřeno komisí objetím koňmo. Dobu založení by mohly potvrzovat mezníky zachované vpravo u silnice od Unhoště při vjezdu do Červeného Újezda, další ve zdivu stodoly na křižovatce, kde silnice odbočuje k Hájku. Název Červený Újezd je patrně odvozen od červeného zbarvení zdejší železité půdy, nedaleko odtud v lese mezi Svárovem a Libečovem se ve středověku a později i v 19. století těžila železná ruda.
V roce 1379 se zde uvádí Čeněk z Újezdce. Následující majitel Hanuš Milheim z Pardubic odtud v roce 1391 učinil nadání k jím založené Betlémské kapli v Praze. Roku 1407 tu seděl Martin Stochovec z Újezdce, po něm v roce 1434 Pavlík z Újezdce, který po sobě zanedlouho poté zanechal dva sirotky. Roku 1455 se zde připomínají Jindřich a Jan z Újezdce, synové Markéty z Drnova. V roce 1475 se zde uvádí Bohuslav Litovský ze Svinař, roku 1478 Kateřina, dcera Jana Litovského ze Svinař. Ta své zboží zanechala svým synům Janovi a Bohuslavovi, kteří se již psali z Újezda.

### Raný novověk

#### 16. století
V roce 1525 prodali bratři Šebestián, Jiří a Jan Újezdští z Červeného Újezda tvrz, poplužní dvůr a ves Červený Újezd a pusté vsi Svárov a Rymáň Janu Jiřímu Žďárskému ze Žďáru. Ten zde založil středočeskou větev rodu Žďárských. Díky sňatku s Maruší Kladenskou z Kladna získali Žďárští i kladenské panství. Jejich syn Oldřich zanechal 3 syny, kterým odkázal panství nedílně. Ti se však v roce 1547 dohodli na jeho rozdělení. Nejstarší syn Jan, hejtman křivoklátský a oblíbenec císaře Ferdinanda I., získal červenoújezdské panství, o dva roky později získal i sousední panství tachlovické. 

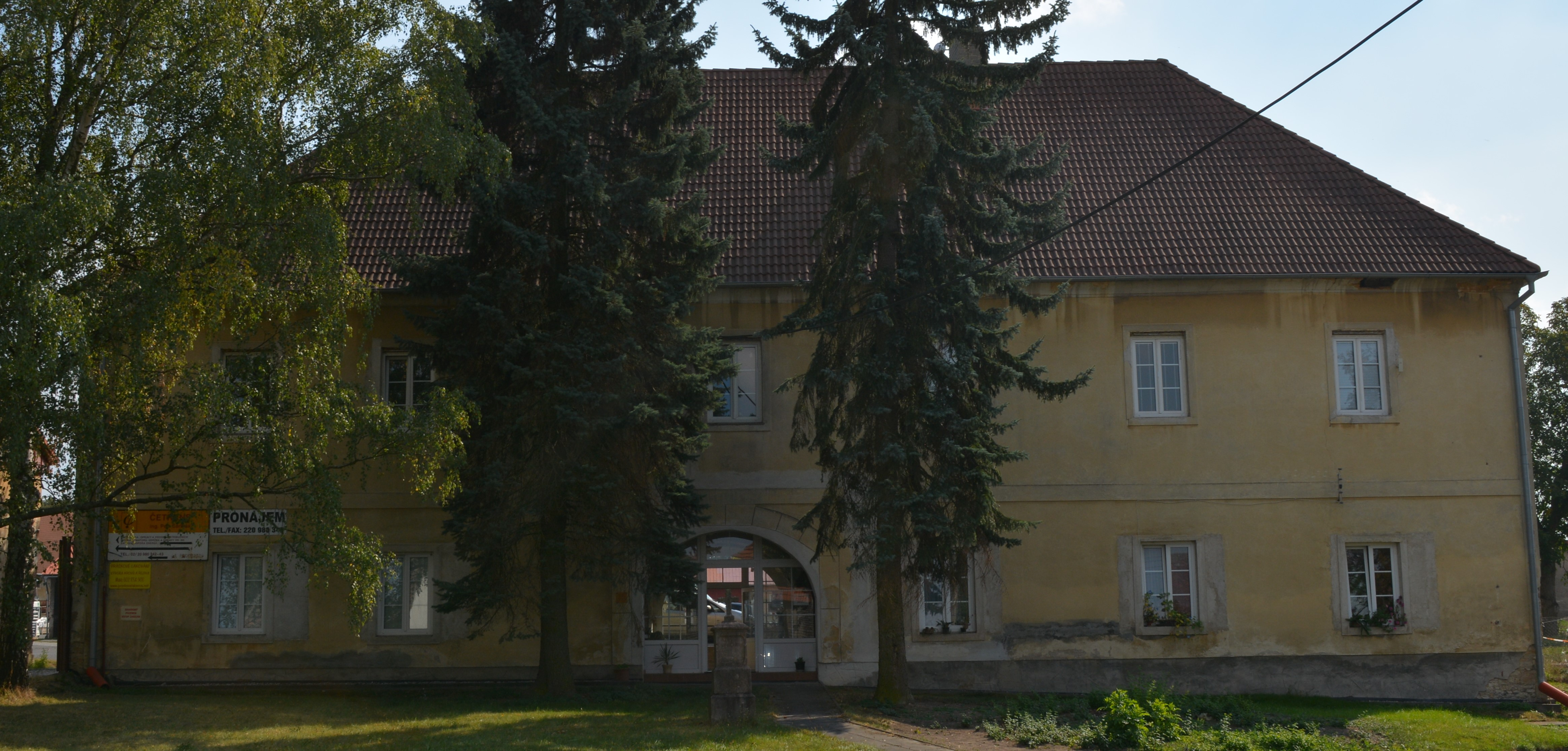
Průčelí zámku

Janův syn Gotthard Florian, hejtman kraje slánského a rada císaře Rudolfa II., přestavil tvrz v Červeném Újezdě v roce 1570 na výstavní renesanční zámek. Nedaleko od něj zbudoval v roce 1589 panskou oboru Hájek s borovicemi a duby, která sloužila až do počátku 20. let 17. století k honitbě a odpočinku, o čemž se zmiňuje ve svém deníku i Adam mladší z Valdštejna. V této době se panství s centrem v Červeném Újezdě svou velikostí již vyrovnalo kladenskému panství – patřily do něj např. Hostivice, Řepy, Zličín, Jinonice, Butovice, Jinočany nebo Zbuzany. Panství velmi dobře prosperovalo, zdrojem jeho příjmů byly např. pivovary v Rymáni, Jenči nebo Tachlovicích, rybníky a mlýny, ale také hutě.
Zámek byl v té době okrášlen dnes již zaniklou vysokou věží. Obdélná patrová budova byla členěna vpadlými poli a vyzdobena psaníčkovou a figurální sgrafitovou výzdobou. V 30. letech 20. století byla tato výzdoba částečně odkryta. Na nádvorní straně můžeme dodnes spatřit erb manželky Gottharda Floriana – Kateřiny Raichlové z Raychu. Rodové znamení havrana Raichlů z Reichu přidržují dva andělíčkové, které obklopují rostlinné ornamenty. Další, již znovu zakrytá sgrafita, zpodobňovala např. rytíře na koni nebo ženu nesoucí erb. Zbytek budovy zdobily jednoduché psaníčkové bosáže. Dovnitř se vstupovalo klenutým vjezdem, za ním byla světnice vrátného s komorou, naproti byla kancelářská světnice s výstupkem. V přízemí byla dále kuchyně se spižírnou, pekárna, láznička, ratejna, chlévy pro koně a voly, řezárna, komory ad. Přízemní prostory byly sklenuty valenou klenbou s lunetami a plackami. V prvním patře bylo 13 pokojů, 8 komor a kaplička.
Jediným synem Gottharda Floriana byl Jan mladší Žďárský ze Žďáru, který se oženil s Kateřinou Škrovadovou ze Škrovad, se kterou měl roku 1598 syna Floriana Jetřicha, který se stal později nejvýznamnějším členem rodu, jelikož pro rod získal titul českých i říšských hrabat. Byl mimo jiné radou, komorníkem a královským dvorským maršálkem císaře Ferdinanda II. či zemským soudcem. Pár měsíců po narození však zemřel jeho otec cestou ze zámku Červený Újezd na bohoslužbu do Svárova. Na tomto místě se dodnes nachází památný sloup s křížkem. Zanedlouho poté zemřela i jeho matka, a tak se o něj do jeho šesti let staral jeho dědeček, Gotthard Florian, později do jeho 10 let jeho manželka Kateřina, která obnovila faru ve Svárově a založila zde školu.

#### 17. století
Floriana Jetřicha se poté ujal jeho prastrýc Ctibor Tiburcí a staral se o něj na rodovém zámku v Kladně. Kromě toho zvládal vykonávat vedle předchozí funkce hejtmana Malostranského kraje i hejtmana Slánského kraje, vyjednával jako člen českých katolických stavů s protestanty, výsledkem čehož byl v roce 1609 vydaný císařův Majestát. Příměří však netrvalo dlouho, a tak koncem roku 1611 vpadl do Čech arcikníže a biskup Leopold Pasovský, v důsledku toho byl cestou do Prahy vyplundrován i Červený Újezd se zámkem. Po obsazení Unhoště se rodina přesunula z Kladna do lépe opevněného Slaného. Po pominutí nebezpečí se vrátila zpět. Ctibor Tiburcí byl nově dosazeným králem Matyášem jmenován karlštejnským purkrabím. Při návratu z korunovace ve Frankfurtu nad Mohanem císař Matyáš spolu s manželkou Annou Tyrolskou navštívil Floriana Jetřicha 28. července 1612 na zámku v Červeném Újezdě.

Po smrti Ctibora Tiburcího v roce 1615 se stal novým poručníkem Floriana Jetřicha Ctiborův syn Jan Jiří. Když v roce 1618 Florian dosáhl dospělosti, převzal konečně vzorně udržované a dluhy nezatížené statky. Brzy se měl oženit s Alžbětou Koronkou Bořitovou z Martinic, vnučkou Adama staršího ze Šternberka, který byl hlavou zemské vlády. Florián Jetřich vydržel stát na straně otce snoubenky Jaroslava II. Bořity z Martinic i po jeho pražské defenestraci 23. května 1618. Po odchodu Jaroslava II. Bořity do bavorského exilu 24. května 1618 se rozhodla jeho choť Marie Eusebie ze Šternberka uprchnout se všemi osmi dětmi 7. června 1618 na rodový zámek Zelená hora u Nepomuku a později dále do bavorského Straubingu, Mnichova a nakonec do rezidence arcivévody Leopolda v Pasově. Konflikt se však přiostřoval, a tak se návrat jeho snoubenky stále více oddaloval. Florian Jetřich proto na podzim roku 1618 svěřil panství do opatrování zpět Janu Jiřímu a vydal se do Bavorska, kde požádal pana Martinice o dívčinu ruku, s níž se nakonec oženil až na jaře roku 1620. 7. listopadu 1620 byly při přeskupování protestantského a císařsého vojska těžce poškozeny vesnice i městečka příslušející rytířům Žďárským. Výrazně zasažen byl i zámek v Červeném Újezdě, který byl vykraden a poničen, vzácnosti včetně důležitých úředních knih lupiči pobrali, vypálen byl i kladenský zámek. 

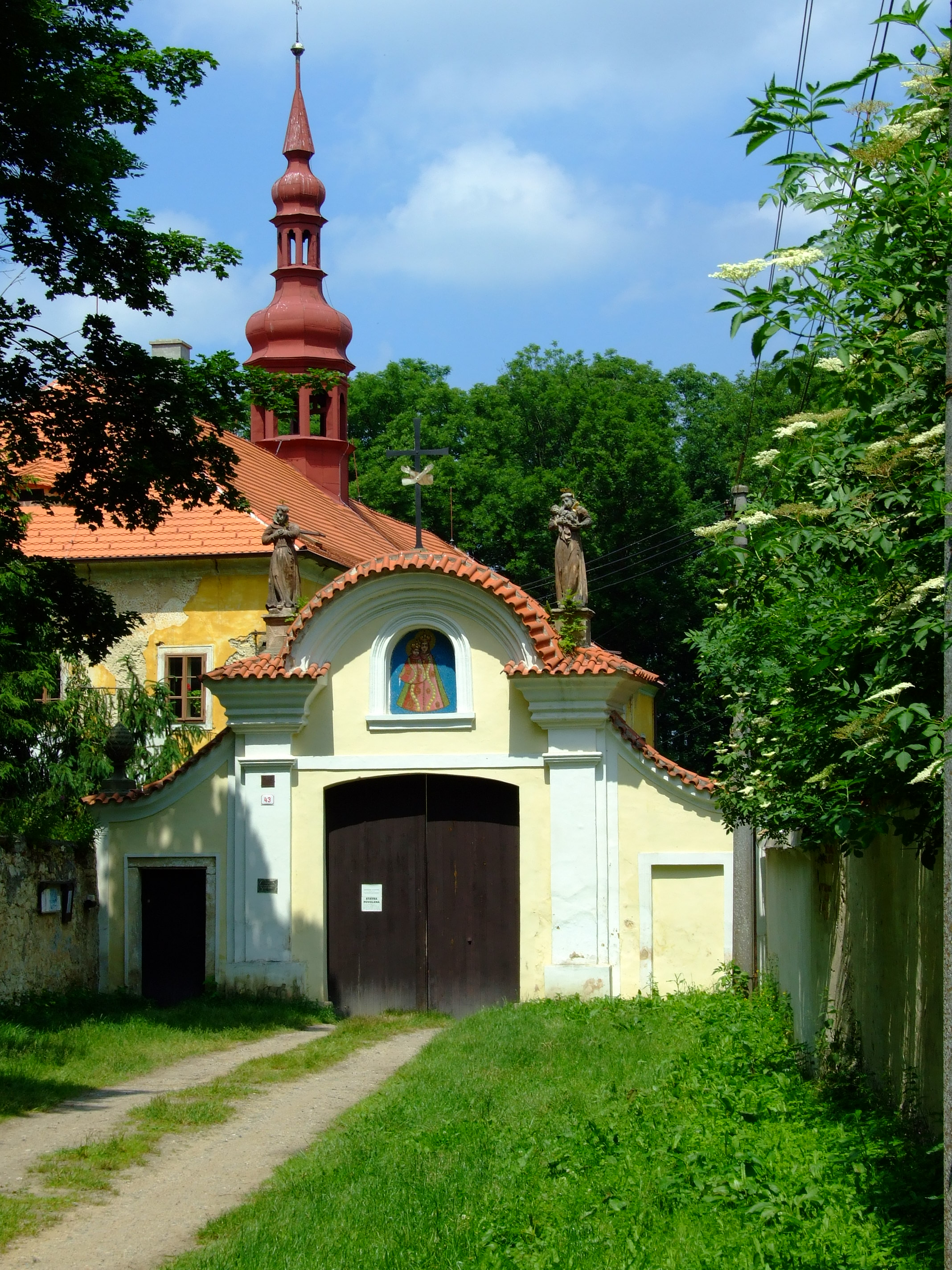
Klášter Hájek, vstupní brána

Dveře k návratu domů se otevřely po porážce stavovského vojska na Bílé hoře v listopadu 1620. V Pasově se Florian Jetřich s manželkou zdržovali až do roku 1621, odkud se zbožní manželé vypravili na svatební cestu do italského poutního města Loreta. Vlastním důvodem cesty bylo vyprosit si na Bohorodičce mužského dědice rodu a šťastný návrat do neklidných Čech. Na oplátku slíbili vystavět podobný loretánský domek na červenoújezdském panství. K tomu si nechali zjistit přesné míry domku, které si odvezli domů. Z poutního místa si odvezli i dřevěnou malovanou kopii sochy Panny Marie Loretánské. Po vystavení slíbené lorety v Hájku v letech 1623–1625 přenesli sochu do tohoto nového poutního místa, kde je umístěna dodnes. Z Itálie si přivezli také ceněný obraz Panny Marie Pasovské, který nakonec umístila jejich nejmladší dcera Marie Maxmiliána Eva do nově postaveného poutního chrámu Panny Marie na Chlumku u Luže ve východních Čechách. V roce 1625 vymohl arcibiskup Arnošt z Harrachu u papeže Urbana VIII. odpustky pro hájecké poutníky, roku 1628 pak kapli daroval stříbrný kříž s ostatky světců, údajně i s částmi Svatého kříže. V roce 1630 byla hájecká loreta rozšířena a znovu vysvěcena arcibiskupem Arnoštem z Harrachu. Hájecká loreta se stala oblíbeným poutním místem a byla inspirací pro výstavbu mladší pražské Lorety. V roce 1632 sem zavítal po opětovném dobytí Prahy vojevůdce Albrecht z Valdštejna a nechal zde sloužit několik děkovných mší.
Po návratu z Itálie Florianův mocný tchán Jaroslav II. Bořita z Martinic vymohl u českého a uherského krále Ferdinanda II. povýšení do stavu říšských svobodných pánů pro Floriana Jetřicha, jeho bývalého poručníka Jana Jiřího i dalšího člena rodu Hynka Jiřího. Později Florian Jetřich dosáhl i na hraběcí titul. Po smrti Jana Jiřího přešlo panství definitivně na Floriana Jetřicha – k velkostatku Červený Újezd patřilo 24 vesnic. K rodovému majetku přibylo po pobělohorských konfiskacích ještě severočeské panství.
Florian Jetřich zplodil se svou chotí minimálně osm dětí, avšak ze dvou mužských potomků se dožil dospělosti jediný, František Adam Eusebius. Byl pojmenován podle Františka z Assisi, neboť již od doby pobělohorské františkánský řád Žďárští spolu s Martinici výrazně podporovali. Řádu hrabata Žďárští nakonec předali i správu svého kláštera v Hájku. František Adam Eusebius, hrabě Žďárský proslul jako štědrý podporovatel církve i dobrodinec lidí svých panství. Aktivně rozvíjel areál v Hájku, pomáhal kladenské škole i tamnímu špitálu. Ze zámku v Kladně řídil hrabě své rozlehlé dominium. Politickým či úředním funkcím se příliš nevěnoval a žil spíše náboženským životem. V roce 1659 pozval do Hájku první františkány, kteří zde pobývali v poustevně. 8. září 1662 byl objeven nedaleko lorety pramen, který je později označován za léčivý. 28. března 1663 učinil hrabě smlouvu o výstavbě kláštera "Waldl" se staviteli Carlem Luragem a G. D. Orsim. V roce 1673 se již františkáni přestěhovali do částečně dokončeného kláštera. Klášter obklopující ze všech stran loretu byl dokončen v roce 1681.
František Eusebius zemřel v roce 1670 a nezanechal potomka. Kladensko-újezdské panství odkázal všechlapské luteránské větvi rodu Žďárských ze Žďáru, jejíž potomci žili v saském kurfiřtství v Míšni. Panství v severních Čechách odkázal hrabatům z Martinic. Jelikož se rytíři Žďárští ze Žďáru odmítali vzdát své luteránské víry, trvaly spory o majetek téměř 20 let, mezitím byl majetek pod správou hrabat z Martinic. Ti během své poručnické vlády obnovili během třicetileté války vypálený zámek. Byl pokryt šindelovou střechou, v prvním patře byly na místě původních pokojů byly zřízeny sýpky. Z původních interiérů se dochoval byt hejtmana v přízemí a sklepy. Martinicové 30. května 1686 podepsali s rytíři Žďárskými ze Žďáru dohodu o vyrovnání. Kladensko-újezdské panství bylo rozděleno mezi pět dcer Floriana Jetřicha. Červenoújezdské panství získala Terezie Eleonora, hraběnka z Ugarte, která v roce 1690 panství prodala sestře Johaně Barboře, hraběnce z Caretto-Millesimo, čímž došlo opět ke spojení s tachlovickým panstvím. V roce 1697 prodala panství hraběti Karlu Jáchymovi z Bredy, který panství nadále rozšiřoval.

#### 18. a 19. století
V roce 1703 byl vztyčen ve dvoře hájeckého kláštera mariánský sloup z dílny pražského sochaře Matěje Jäckela. Roku 1715 namaloval Petr Brandl pro kapli v jižním ochozu obraz Stigmatizace sv. Františka. V letech 1720–1726 bylo podél poutní cesty od Strahovské brány ke klášteru v Hájku postaveno za podpory měšťanů a šlechticů 20 výklenkových kaplí s výzdobou od rakouského malíře Jana Schora. Podle odhadů arcibiskupské kanceláře sem v té době putovalo každoročně na 60 tisíc poutníků, za vlády Marie Terezie až 100 tisíc. V roce 1723 navštívil jubilejní pouť ke stému výročí založení lorety v Hájku císař Karel VI.
V roce 1732 koupila od hraběte Bredy tachlovické panství Anna Marie, velkovévodkyně Toskánská. Po ní zdědila panství roku 1741 její dcera Marie Anna Karolina, vévodkyně bavorská, jejímž manželem byl Ferdinand Maria Inocenc z rodu Wittelsbachů. V roce 1751 panství zdědil její syn, bavorský kurfiřt Klement František de Paula. Jelikož nezanechal potomka, stal se dědicem roku 1770 jeho bratranec Maxmilián III. Josef. Maxmilián Josef zemřel rovněž bez potomků, a tak roku 1777 zdědil panství Karel II. August z vedlejší větve Wittelsbachů. V letech 1784–1790 měl panství pronajaté valdecký kníže Kristian August. Karel II. August zemřel bez legitimních potomků roku 1795.

Dědicem panství se stal pfalz-zweibrückenský vévoda Maxmilián Josef, který se stal v roce 1806 bavorským králem. Kvůli tomu musel panství odstoupit arcivévodovi Ferdinandovi z rodu habsbursko-lotrinského, čímž se tachlovické panství dostalo z majetku Wittelsbachů. Po něm je v roce 1824 zdědil jeho syn Leopold. Roku 1847 připadly statky jako soukromé císařské jmění císaři Ferdinandovi V., po jehož smrti přešly v roce 1875 na císaře Františka Josefa I., po něm pak na jeho nástupce, arcivévodu Karla. V roce 1899 byly ve dvoře hájeckého kláštera umístěny sochy českých světců. Roku 1908 vytvořil malíř Viktor Foerster mozaiku Loretánské Panny Marie na barokní vstupní bráně. Po vzniku Československé republiky se panství stalo majetkem československého státu. V areálu zámku a dvora byl zřízen školní statek Vysoké školy zemědělské. V blízkosti zámecké budovy byl vysazen jinan dvoulaločný, který je od roku 1982 památným stromem. 

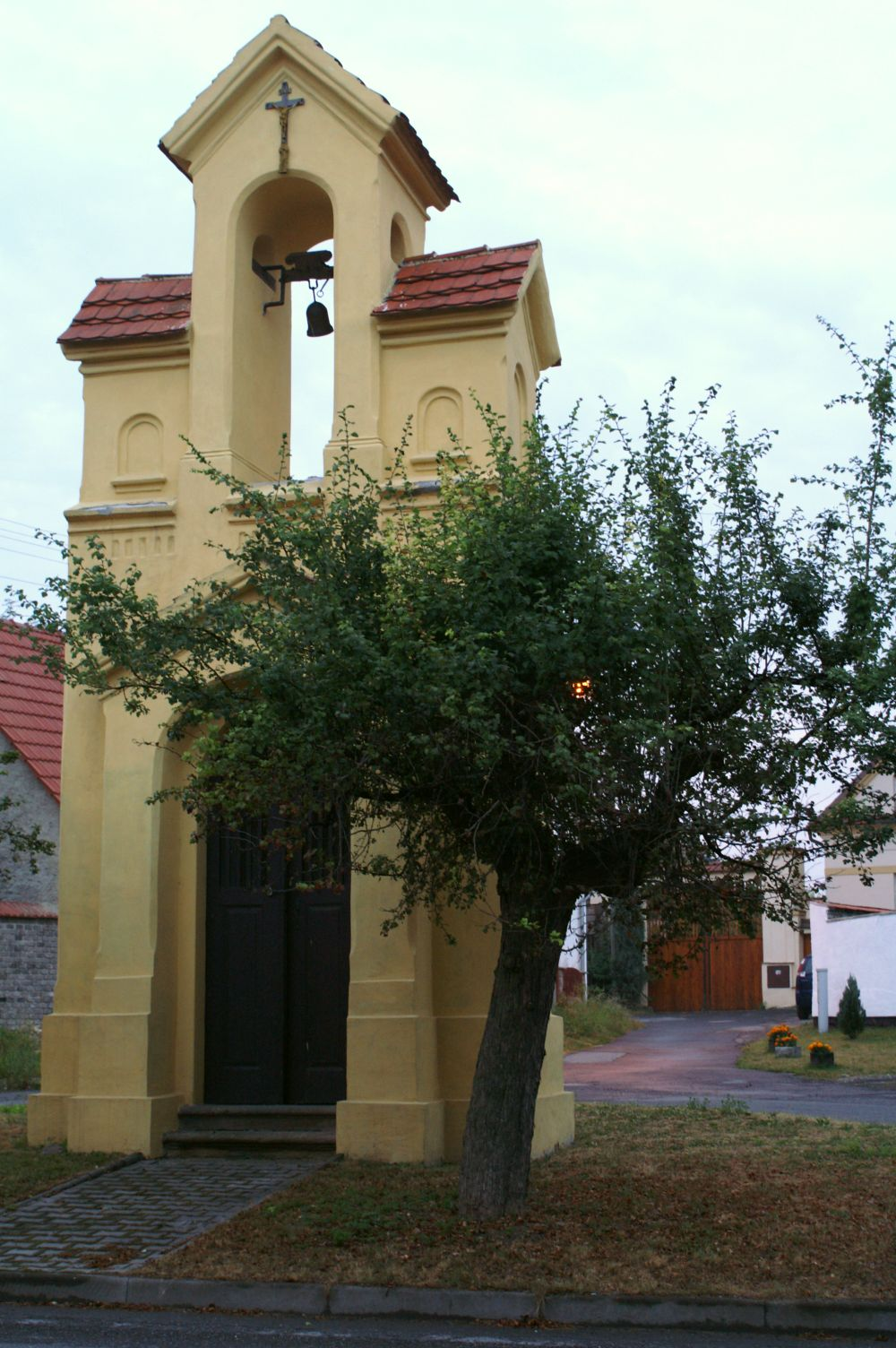
Kaple se zvonicí

## Územně-správní začlenění
Dějiny územněsprávního začleňování zahrnují období od roku 1850 do současnosti. V chronologickém přehledu je uvedena územně administrativní příslušnost obce v roce, kdy ke změně došlo:
- 1850 země česká, kraj Praha, politický okres Smíchov, soudní okres Unhošť[19]
- 1855 země česká, kraj Praha, soudní okres Unhošť
- 1868 země česká, politický okres Smíchov, soudní okres Unhošť
- 1893 země česká, politický okres Kladno, soudní okres Unhošť[20]
- 1939 země česká, Oberlandrat Kladno, politický okres Kladno, soudní okres Unhošť[21]
- 1942 země česká, Oberlandrat Praha, politický okres Kladno, soudní okres Unhošť[22]
- 1945 země česká, správní okres Kladno, soudní okres Unhošť[23]
- 1949 Pražský kraj, okres Kladno[24]
- 1960 Středočeský kraj, okres Kladno
- 1974 Středočeský kraj, okres Praha-západ[25]
- 2003 Středočeský kraj, obec s rozšířenou působností Černošice

### Rok 1932
V obci Červený Újezd (927 obyvatel, klášter) byly v roce 1932 evidovány tyto živnosti a obchody: holič, 5 hostinců, 2 koláři, kovář, krejčí, pekař, 16 rolníků, 3 řezníci, 2 obchody se smíšeným zbožím, 2 švadleny, 2 trafiky, státní velkostatek.

### Po roce 1945
V roce 1950 byl klášter v Hájku v rámci Akce K zrušen, do roku 1953 zde byl tábor nucených prací. Poté se stal areál přísně střeženým vojenským areálem. Byla zde prováděna údržba protiletadlových zbraní. V 90. letech 20. století byl navrácen klášter v dezolátním stavu zpět františkánům. V roce 2016 byl řádu františkánům navrácen i přilehlý lesopark. Ti areál v současnosti postupně obnovují a konají se zde příležitostné akce. Hájek je dnes znovu cílem poutníků.

## Současnost
V současnosti se na území obce staví rodinné domy a pro svoji blízkost západní části Prahy, Kladnu i přírodě v unhošťských lesích se stává žádanou adresou. V obci není žádný rušící průmysl ani velký dopravní provoz. Během posledních dvaceti let se počet obyvatel téměř zdvojnásobil. V obci se nachází několik rozvojových lokalit určených k bydlení. V roce 2017 bylo v obci registrováno 228 živností a sídlilo zde 78 firem. V obci je vytvořeno více než 200 pracovních míst.

### Občanská vybavenost
V budově obecního úřadu z roku 1959 se nachází kontaktní místo veřejné správy Czech POINT a matrika. Je zde sál s kapacitou 150 míst a obecní knihovna. V areálu je také bývalá hasičská zbrojnice. Kostel, fara a hřbitov jsou v sousedním Svárově, pošta a zdravotní středisko jsou v Unhošti. V obci je obchod se smíšeným zbožím a řeznictví. V sousedství obecního úřadu je trojtřídní mateřská škola s kapacitou 61 míst. Pětitřídní základní škola je v sousední obci Svárov, devítiletá v Unhošti. V obci je elektřina, plyn, kanalizace i vodovod. Obec má vlastní čističku odpadních vod.
V obci působí tělovýchovná jednota TJ Sokol Červený Újezd. Zdejší fotbalový klub byl založen v roce 1943. Fotbalové hřiště je využíváno také ke společensko-kulturním akcím. Ve zdejší sokolovně je sál s kapacitou 250 míst, který slouží také ke konání společenských akcí. V areálu sokolovny je restaurace. Vedle sokolovny je dětské a volejbalové hřiště. Červený Újezd a Svárov se společně podílejí na konání některých kulturních akcí. Obce se společně podílely i na stavbě svárovské školy.

### Veřejná prostranství
V severní části obce za fotbalovým hřištěm se rozprostírá budoucí obecní park, kterým protéká Rymáňský potok. V obci jsou rozsáhlé plochy, určené územním plánem pro plnění funkce lesa. Obcí vede několik cyklotras, které zde spolu s nově vybudovaným hradem zajišťují cestovní ruch. Zámek a dvůr je v současnosti v soukromém vlastnictví. Podle územního plánu je možná budoucí přestavba na hotel nebo kulturní centrum.

### Veřejná doprava 2019
Obcí prochází silnice II/101 v úseku Kladno - Unhošť - Červený Újezd - Rudná - Radotín. Od roku 2007 má obec pojmenované ulice, místní komunikace jsou v majetku obce.
Železniční trať ani stanice na území obce nejsou. Nejbližší vlaková stanice či zastávka je Pavlov (cca 3,5 km) a Chýně (4 km). Obcí prochází těleso bývalé kladensko-nučické dráhy. S pražským Zličínem a Unhoští spojuje obec integrovaná linka PID 307 (interval 30 až 60 minut) společnosti ČSAD MHD Kladno. Spojení s Kladnem zajišťuje linka ČSAD Kladno č. 220027 (A27).

## Obyvatelstvo

### Počet obyvatel
Počet obyvatel je uváděn za Červený Újezd podle výsledků sčítání lidu včetně místních části, které k nim v konkrétní době patří. Je patrné, že stejně jako v jiných menších obcích Česka počet obyvatel v posledních letech roste. V celé červeno újezdcké aglomeraci nicméně žije necelých 1,5 tisíce obyvatel.
| 1869 | 1880 | 1890 | 1900 | 1910  | 1921 | 1930 | 1950 | 1961 | 1970 | 1980 | 1991 | 2001 | 2011  |
| ---- | ---- | ---- | ---- | ----- | ---- | ---- | ---- | ---- | ---- | ---- | ---- | ---- | ----- |
| 746  | 783  | 828  | 865  | 1 004 | 910  | 794  | 729  | 735  | 729  | 684  | 768  | 763  | 1 075 |

| 1869 | 1880 | 1890 | 1900 | 1910 | 1921 | 1930 | 1950 | 1961 | 1970 | 1980 | 1991 | 2001 | 2011 |
| ---- | ---- | ---- | ---- | ---- | ---- | ---- | ---- | ---- | ---- | ---- | ---- | ---- | ---- |
| 74   | 101  | 105  | 114  | 128  | 130  | 150  | 176  | 181  | 184  | 192  | 239  | 252  | 334  |

## Klášter a poutní cesta
Ve východní části obce osamoceně leží františkánský klášter Hájek se zahradou a loretánskou kaplí. V něm končí poutní cesta z pražské Lorety, podél níž se v blízkosti Hájku zachovaly pouze dvě výklenkové kaple.
Po zrušení fondu na údržbu poutní cesty Josefem II. koncem 18. století bylo v letech 1870–1913 zbořeno šest chátrajících kaplí. Před zrušením poutní cesty v roce 1950 byla poslední větší oprava dosud stojících kaplí provedena na konci 19. století. Původní malby nebyly již obnoveny a byly nahrazeny plechovými deskami s obrazy ze života Panny Marie. Z těchto desek se dodnes již žádná nedochovala. 13. kaple byla stržena v 60. letech 20. století, 17. kaple se zřítila v roce 1972, 18. kaple v roce 1983. V letech 1999–2009 bylo obnoveno postupně devět kaplí a podél obnovené cesty mezi Hostivicemi a Hájkem byla vysazena lipová alej. Od roku 2015 je vyhlášena veřejná sbírka na obnovu 18. kaple.

## Hrad
Tzv. hrad Červený Újezd byl postaven v letech 2001–2002 kladenským podnikatelem Pavlem Ornou. Nejedná se o historický hrad, ale o novodobý objekt postavený v historizujícím slohu. Stavba obsahuje muzeum českého venkova s více než 4000 exponáty a restauraci Krčma. Je zde také muzeum videoherních automatů. Součástí areálu je arboretum s více než 2500 dřevinami, zejména rhododendrony. V bažinatém terénu tu rostou borovice blatky.

## Fotogalerie

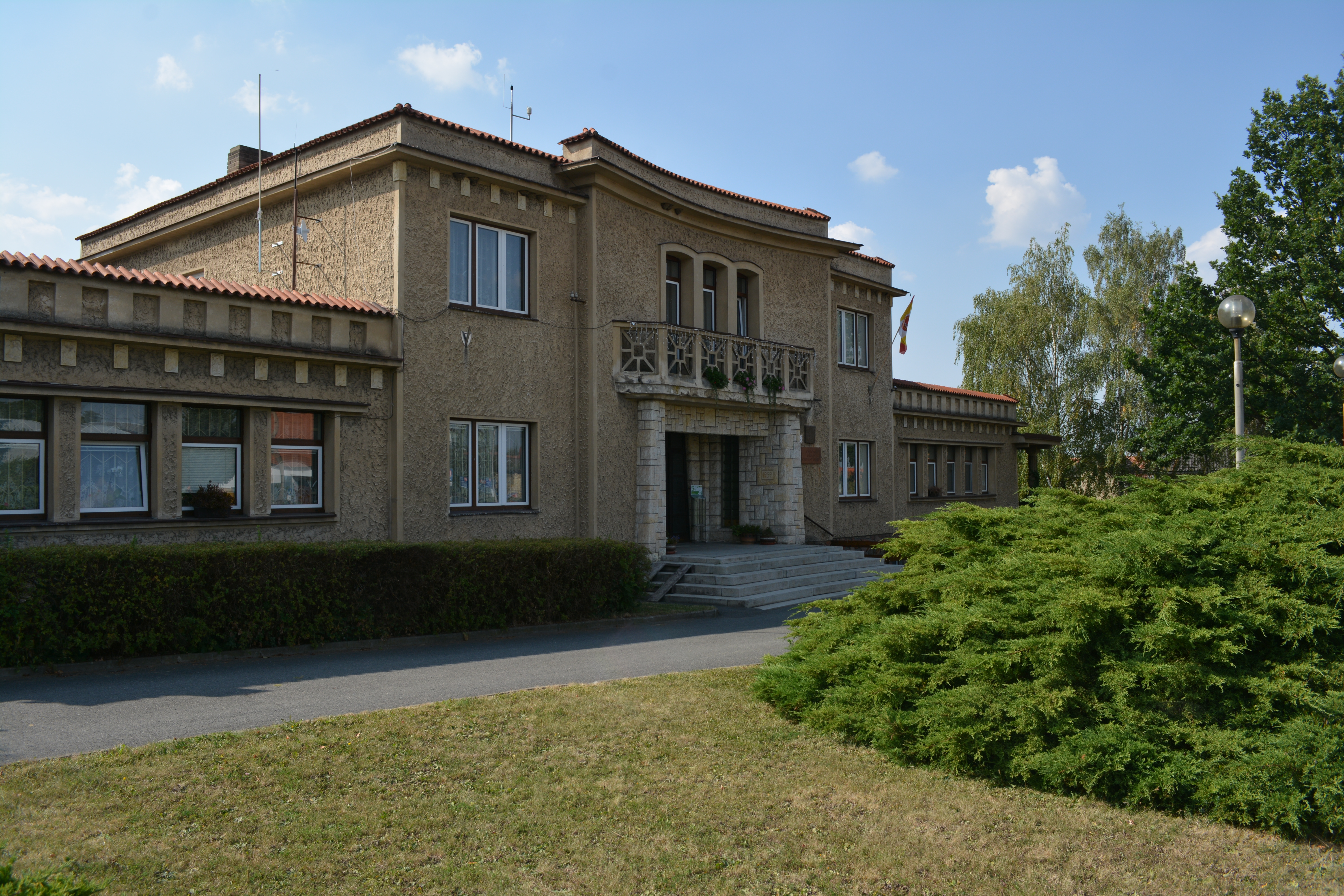
Obecní úřad
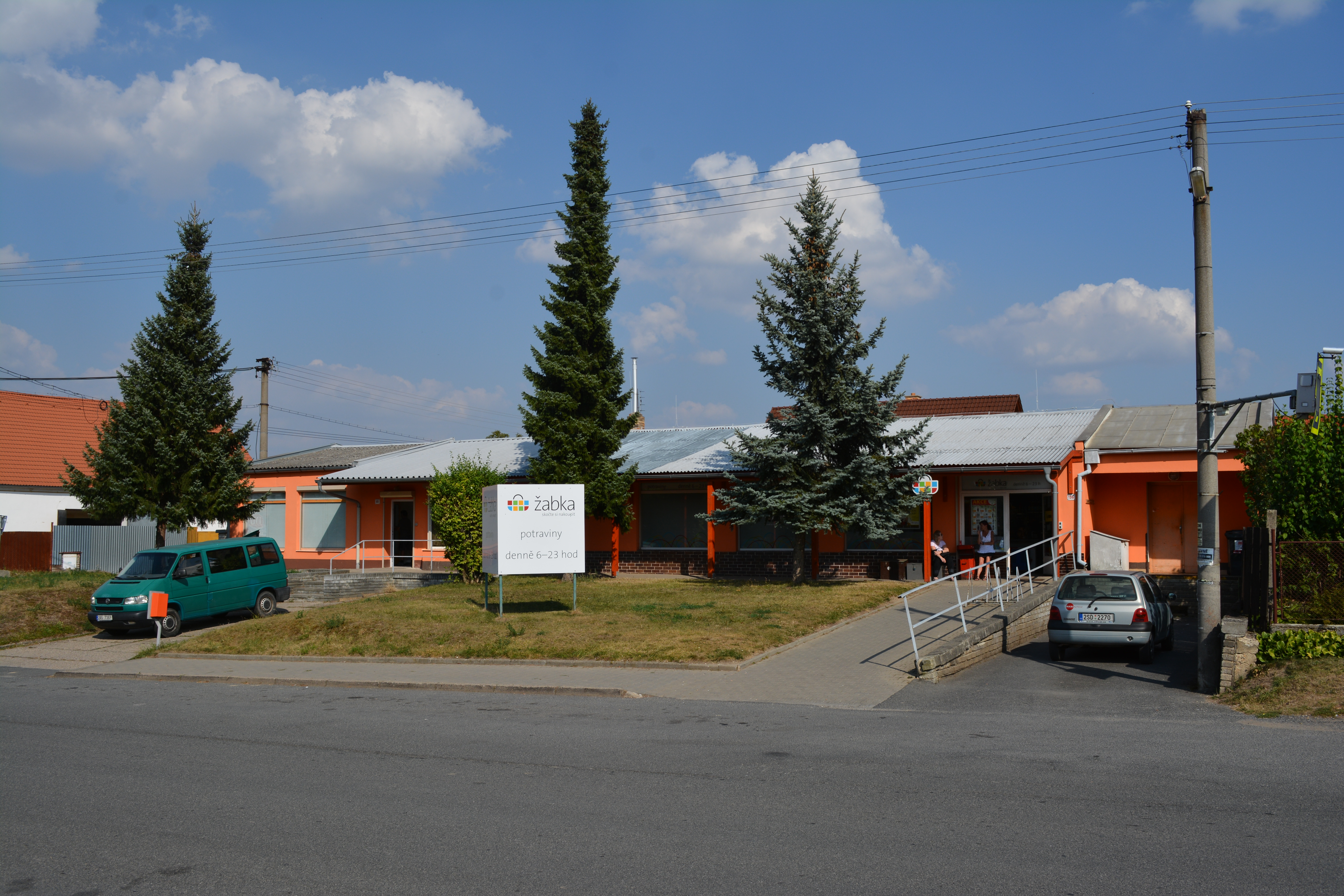
Supermarket
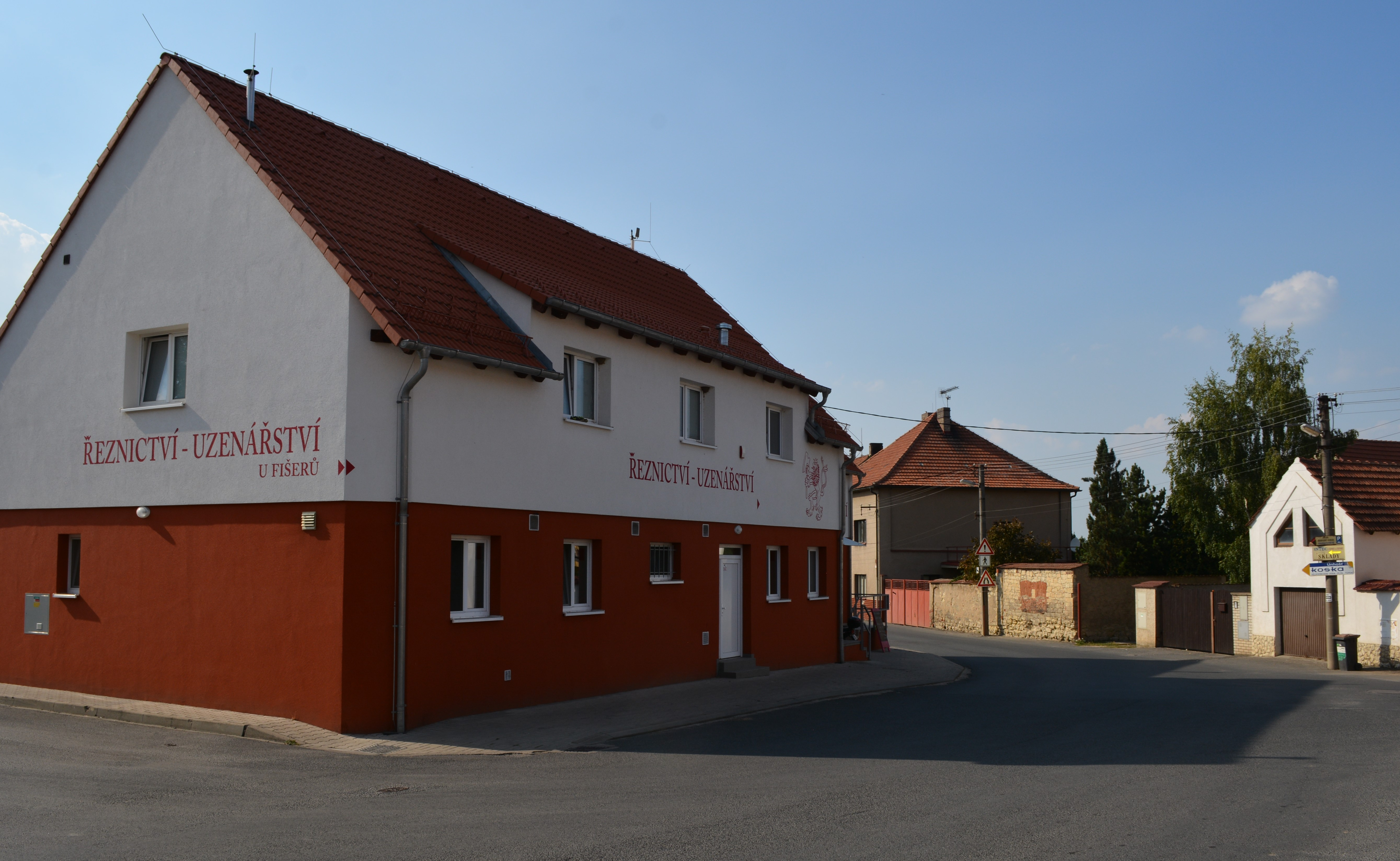
Řeznictví
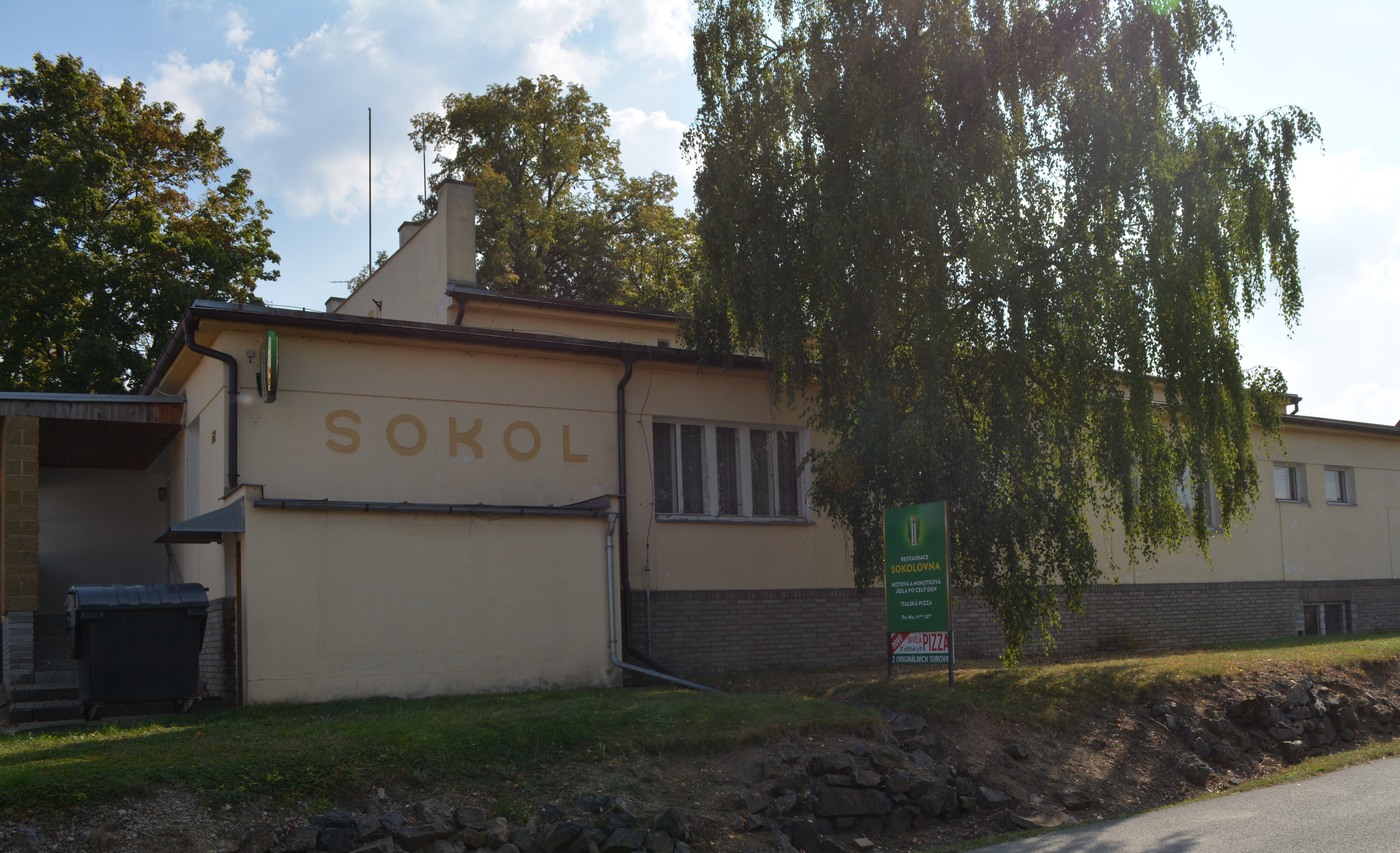
Sokolovna
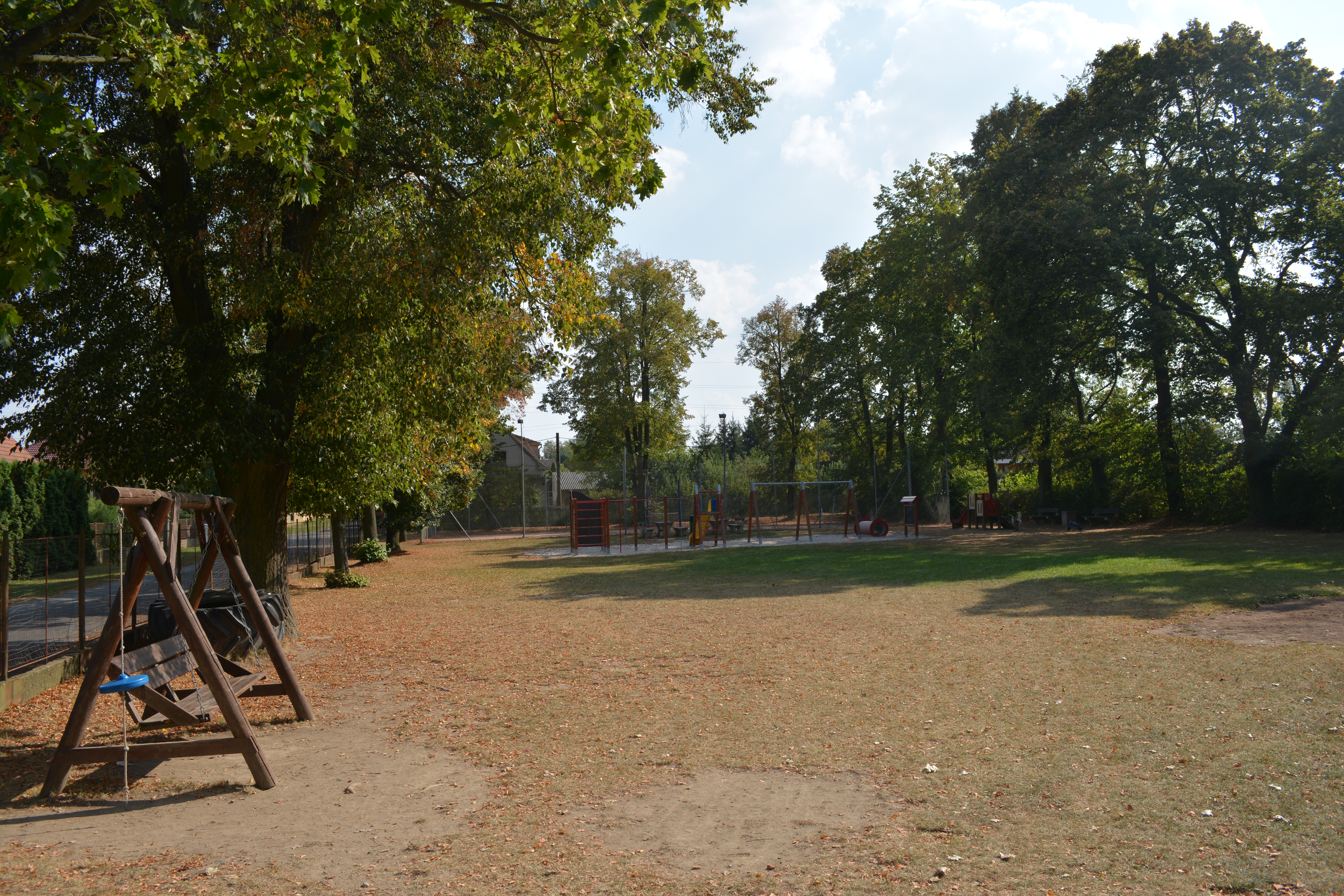
Hřiště u sokolovny
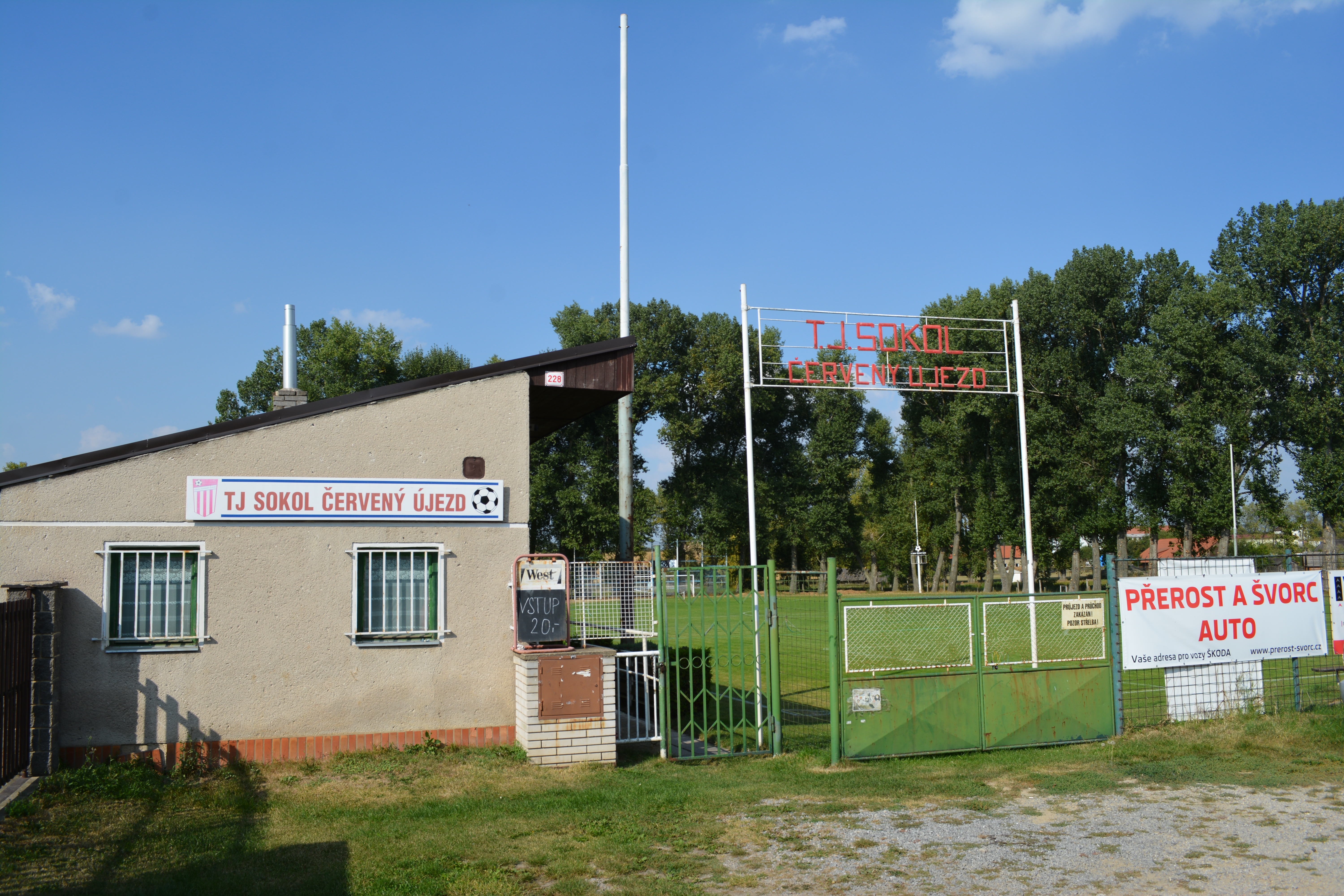
Stadion TJ Sokol Červený Újezd
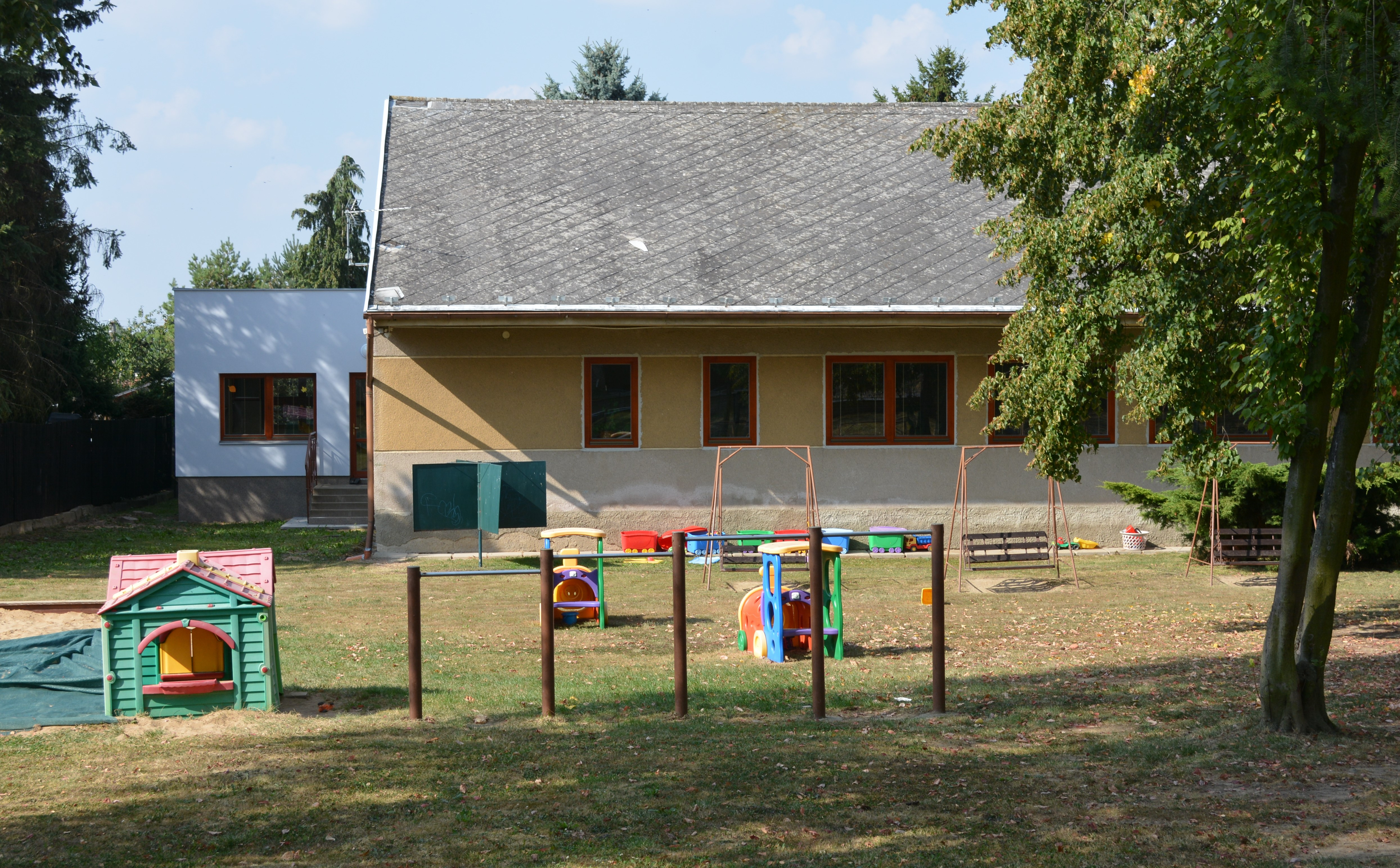
Mateřská škola
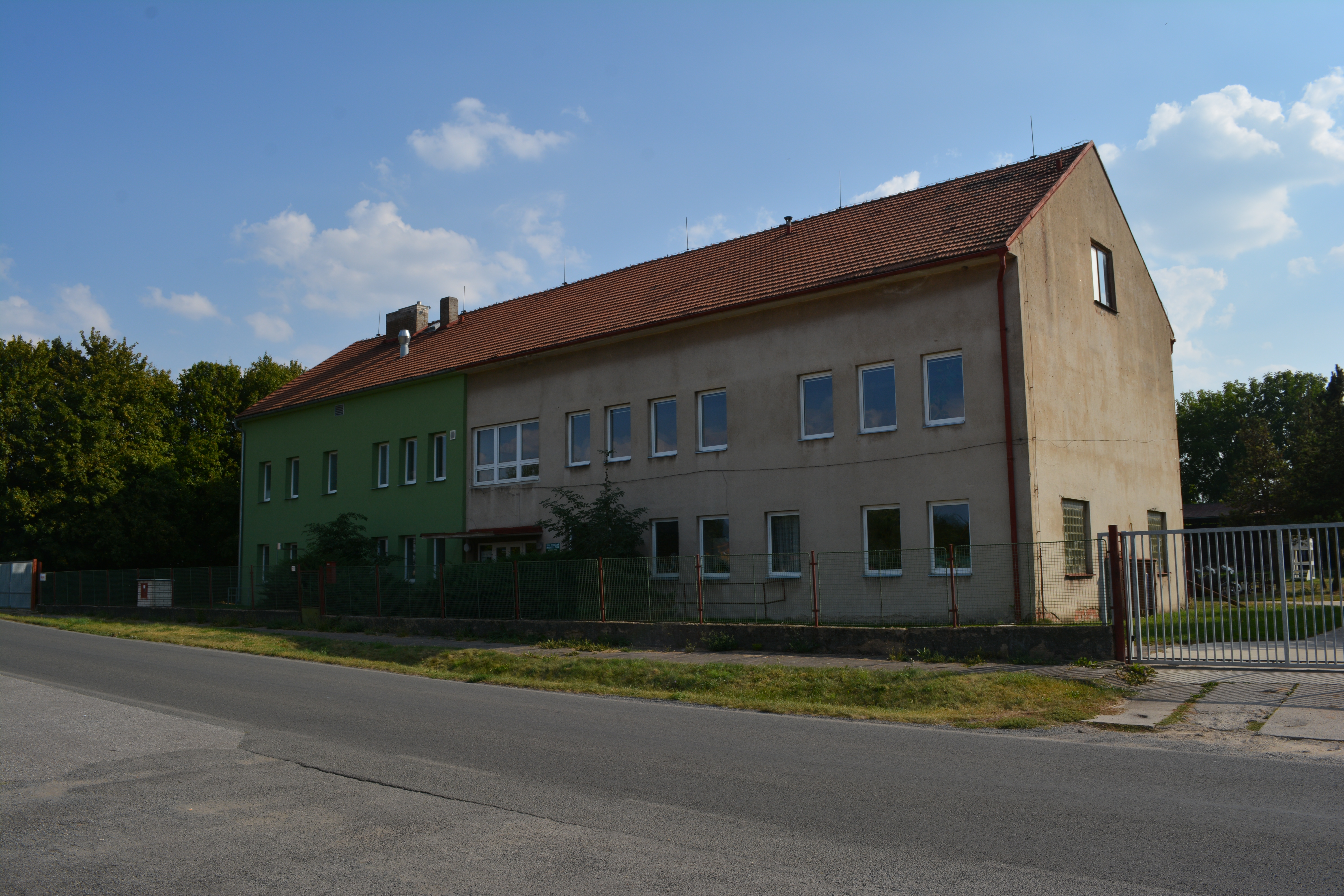
Výzkumná stanice ČZÚ
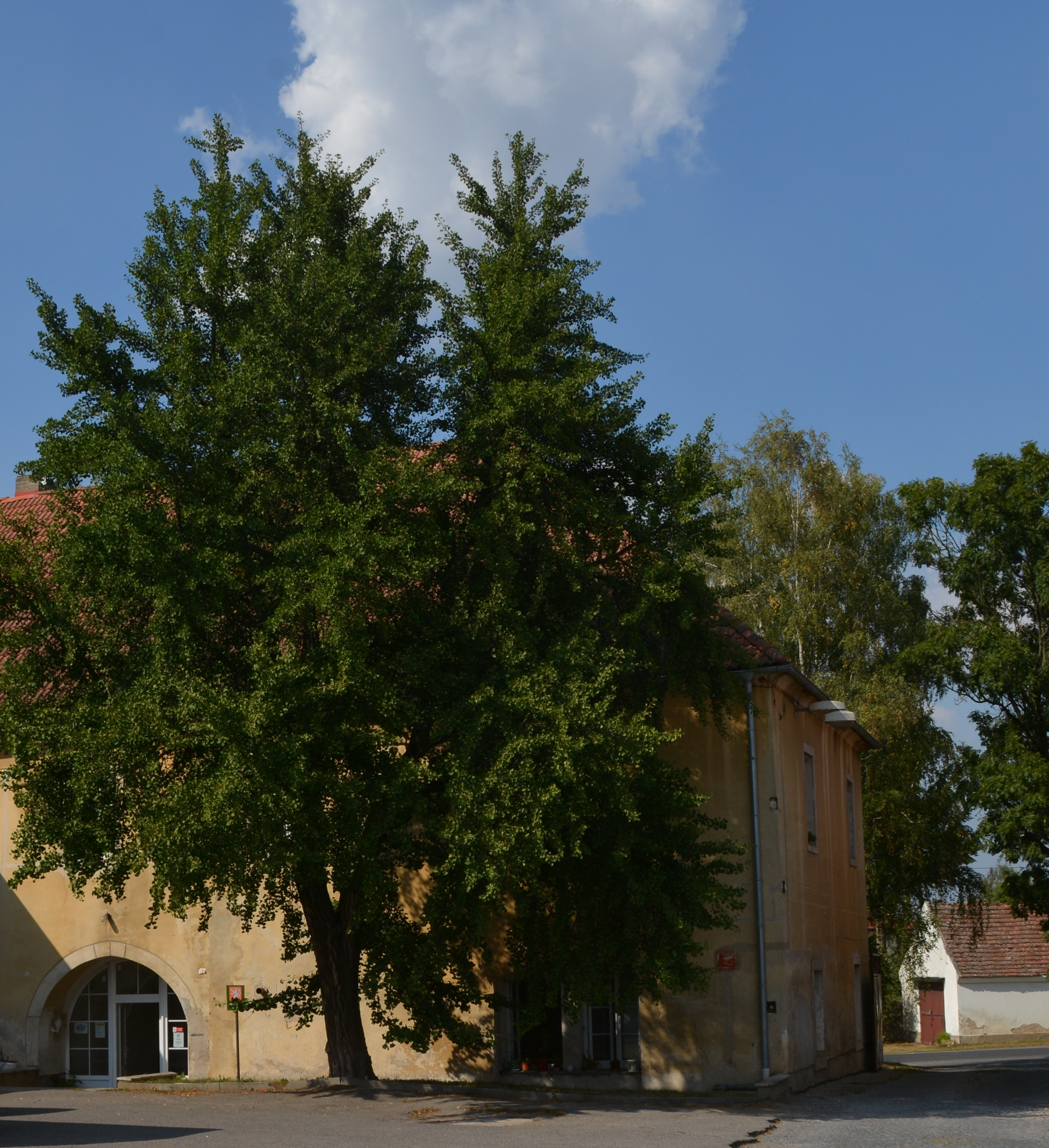
památný jinan
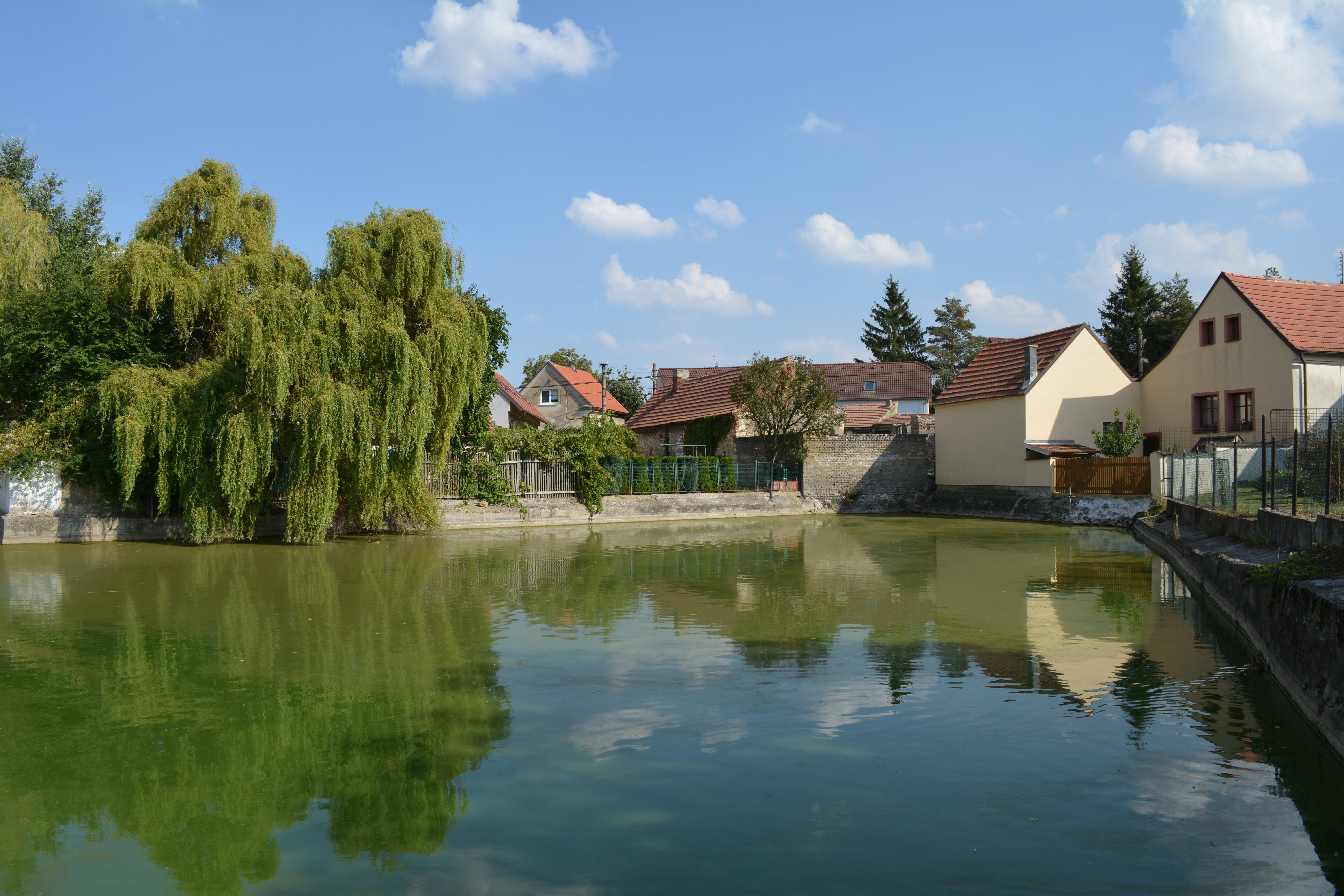
Rybník v ulici K Lípě
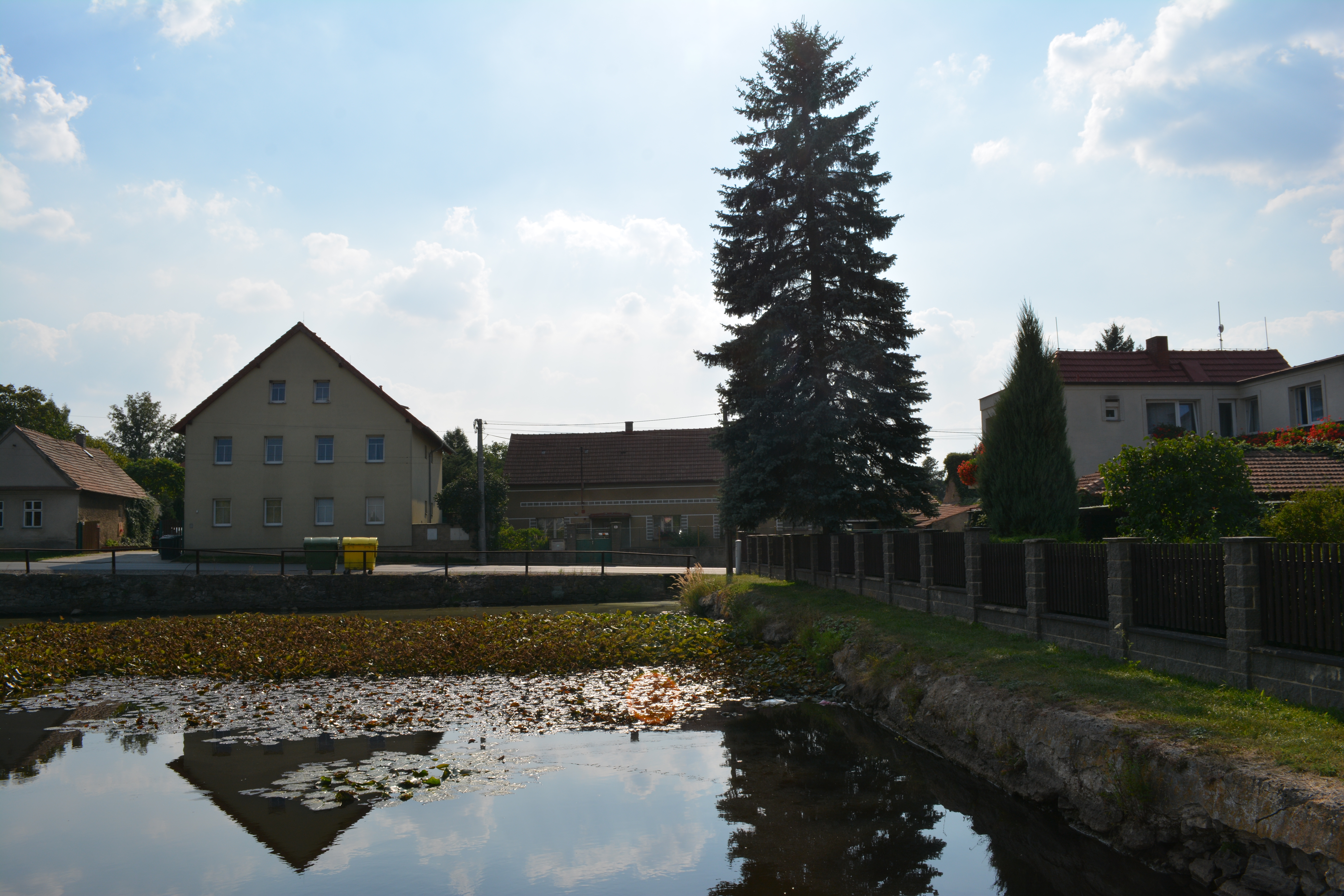
Rybník v ulici U Hřiště
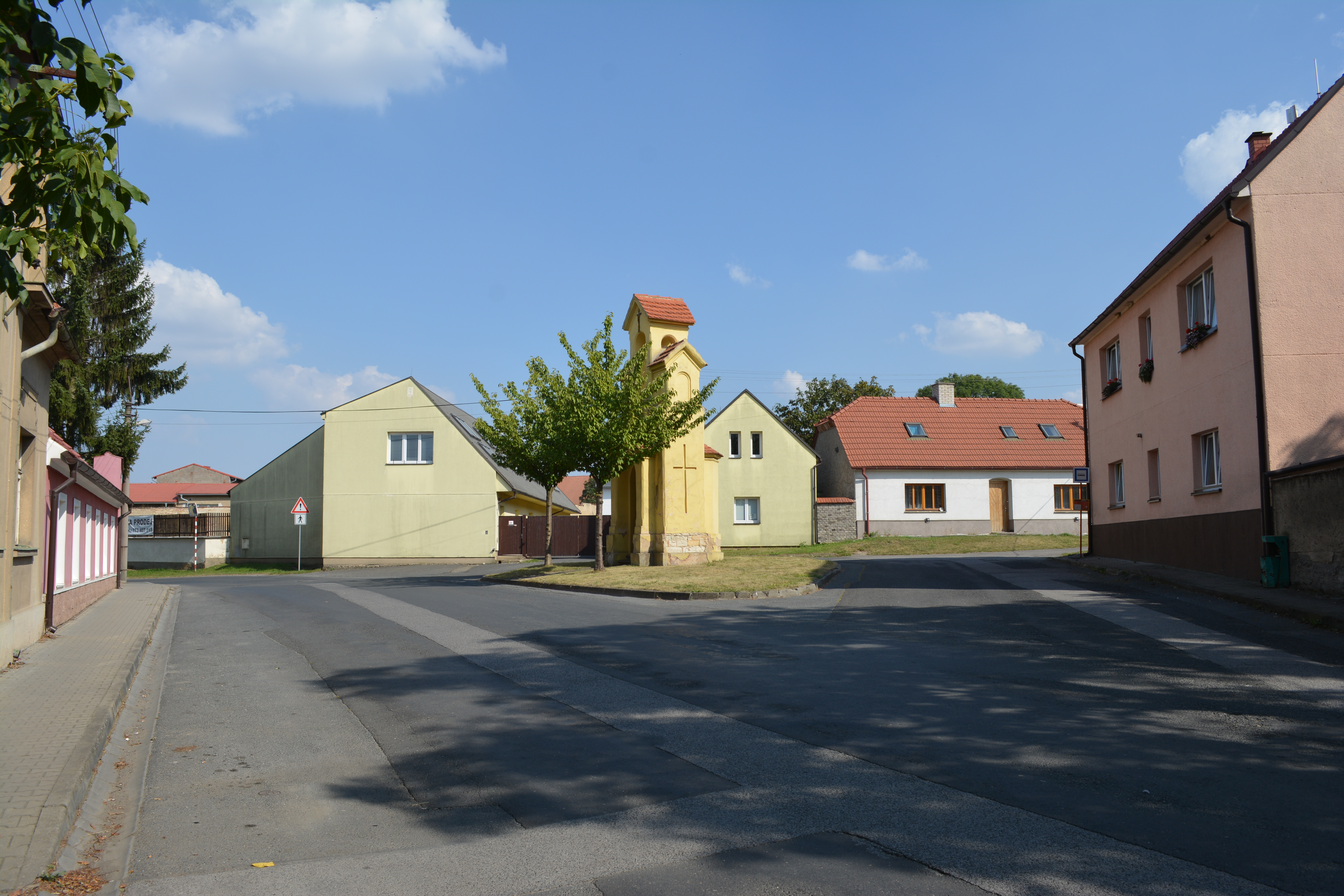
Kaplička v Hájecké ulici
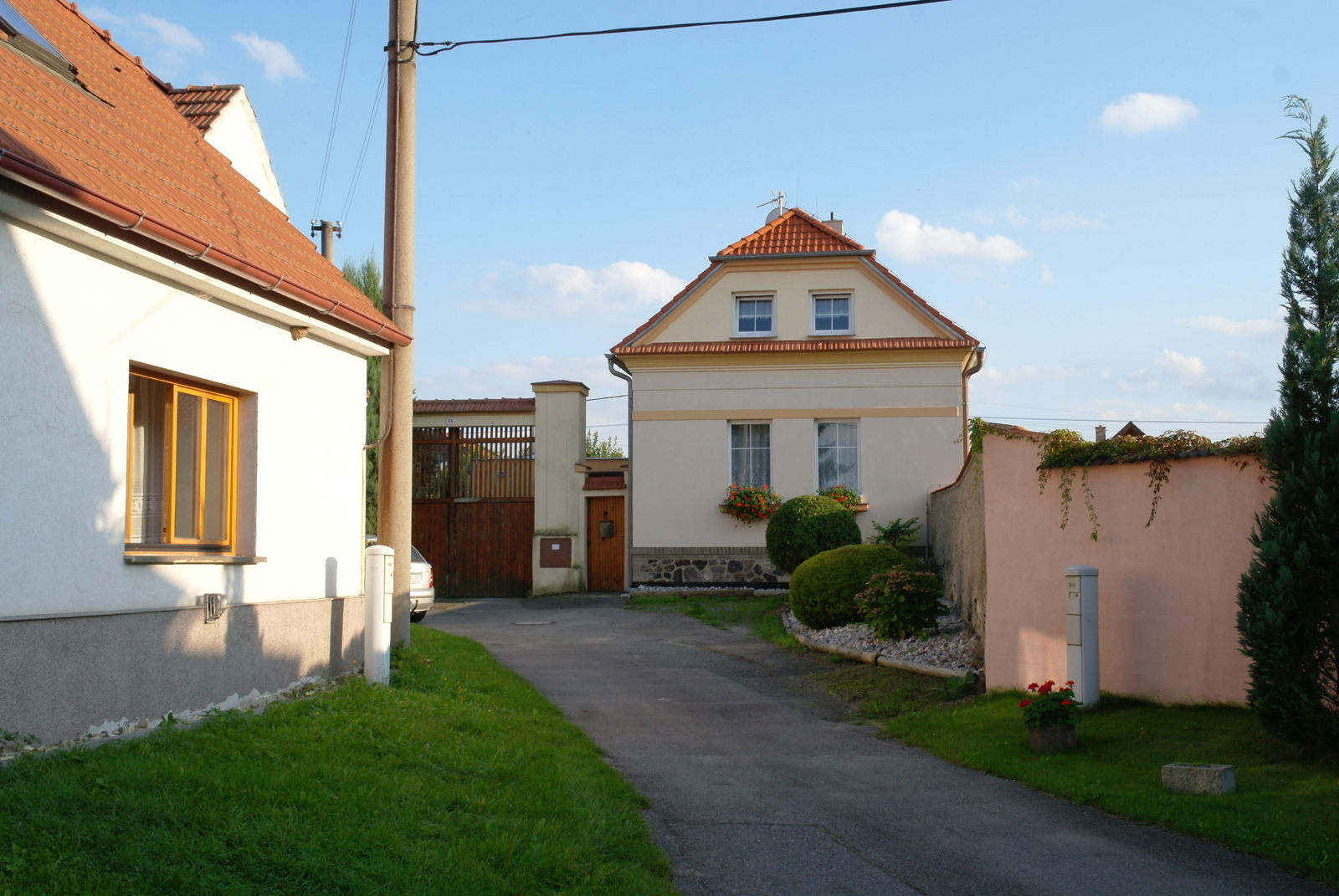
Usedlost, Hájecká 66
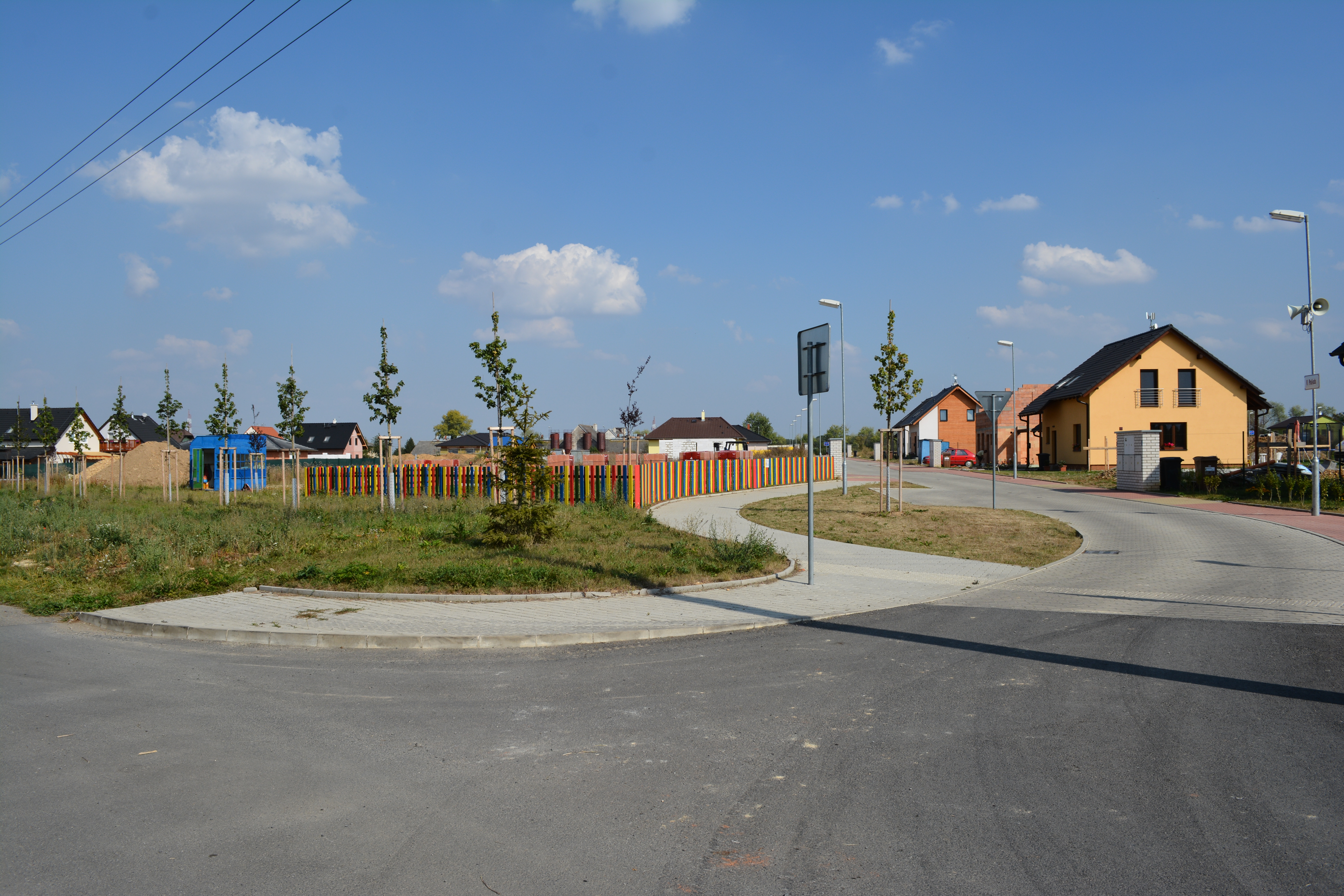
Nová zástavba, ulice V Polích